# 不飽和帯

不飽和帯 (vadose zone)、毛管水縁 (capillary fringe) 、地下水面 (water table)、そして帯水層 (zone of saturation) (出典: United States Geological Survey)

不飽和帯 (ふほうわたい) あるいはベイドスゾーンとは、地上から帯水層の上端（地下水が大気圧となる位置）までの地下の範囲である。すなわち、地表から地下水面までの範囲である。ベイドス (vadose) は、ラテン語の「浅い」という単語が語源である。不飽和帯の水は大気圧よりも低い水頭となり、吸着あるいは毛細管現象によって保持される。不飽和帯に土壌が存在する時には、土壌中の水は土壌水と呼ばれる。細粒土では、地下水位よりも上の大気圧よりも低い圧力の場所で、毛細管現象によって土壌が飽和することがある。このような、地下水面よりも上の飽和した領域を、毛管水縁あるいは毛管上昇帯 (capillary fringe) と呼び、不飽和帯は毛管水縁を含まない (Freeze & Cherry, 1979)。
不飽和帯中の水の移動は土壌物理学と水文学、特に水文地質学で研究され、農業、汚染物質の移動、洪水調節の分野で重要である。リチャーズ式が、水の流れを数学的に記述するためによく使われ、リチャーズ式は一部ダルシーの法則に基づいている。帯水層への水の供給として重要な地下水涵養は、一般的に降雨によって不飽和帯を経由して地下水に到達する。

## 水文学
不飽和帯は、地下水面よりも上の地下の部分である。不飽和帯の土壌と岩は、間隙中に水だけでなく空気を含む。湖沼のように不飽和帯が存在しない場所もあり、乾燥地では、一般に不飽和帯が数百メートルに及ぶ。
帯水層とは異なり、不飽和帯の水は人間が容易に使うことができる水資源ではない。しかし、不飽和帯の土壌は、生物圏に水と栄養素を供給する非常に重要なものであり、農耕、建築、廃棄物処理において大量に利用される貴重な資源である。
水文学では、不飽和帯はしばしば地表面から帯水層への水の移動を制御する主要因であるとされる。そのため、不飽和帯は帯水層への涵養速度に強く影響し、地下水の利用と管理にとって極めて重要である。また、不飽和帯はしばしば地下水に到達するまでの間に汚染物質を取り除く浄化装置（フィルター）であると説明される。この説明は、ある程度までは正しいが、より一般的な事実は、不飽和帯中の水移動速度と化学反応が、汚染物質が地下水に到達するのかどうか、到達するのはいつ、どこなのか、といったことを支配している、ということである。したがって、不飽和帯の水の挙動を理解することは、人間が利用可能な地下水の質と量を知るためにとても重要である。

## 洞穴学
洞穴学では、不飽和帯における洞窟の道は、水が基盤岩を溶解するため、渓谷のような形となるとされる。完全に湛水した状態で形成された洞窟の道は、断面が円形となりがちである。